# Simon Moore
Simon Moore (1958) è uno sceneggiatore e regista britannico.

## Biografia
Simon Moore è nato nel 1958 in Inghilterra. 
Dopo gli studi alla Hull University e alla British National Film and Television School, ha iniziato a scrivere e produrre cortometraggi, serie tv e commedie teatrali.
Autore di numerose miniserie Tv, è principalmente noto per il soggetto del film Traffic di Steven Soderbergh vincitore di quattro premi Oscar e per il soggetto e la sceneggiatura del western Pronti a morire di Sam Raimi. 

## Filmografia parziale

### Cinema
- Innocenza colposa (Under Suspicion) (1991) (regia e sceneggiatura)
- Pronti a morire (The Quick and the Dead) (1995) regia di Sam Raimi (soggetto e sceneggiatura)
- Traffic (Traffic) (2000) regia di Steven Soderbergh (soggetto)
- Gli eroi del Natale (The Star: The Story of the First Christmas) (2017) (sceneggiatura)

### Televisione
- Traffik (1989) miniserie TV
- I viaggi di Gulliver (Gulliver's Travels) (1996) miniserie TV
- Il magico regno delle favole (The 10th Kingdom) (2000) miniserie TV
- Dinotopia (2002) miniserie Tv

## Teatro
- Misery non deve morire (Misery, 1992)[4], adattamento del romanzo di Stephen King